# 魯扎耶夫卡
54°04′00″N 44°56′00″E / 54.0667°N 44.9333°E
魯扎耶夫卡（Руза́евка）是俄羅斯莫爾多瓦共和國東部的一個城市，位於共和國首府萨兰斯克西南25公里處。2002年人口49,790人。
1631年建立，時稱。1937年設市。